# Eintracht Erle
Eintracht Erle (ehemals: DJK Eintracht Erle; offiziell: Eintracht Erle 1928 e. V.) ist ein Sportverein aus dem Gelsenkirchener Stadtteil Erle und bietet die Sportarten Fußball und Tischtennis an.

## Geschichte
Mit der im Jahr 1920 ersten konstituierenden Versammlung wird die DJK Buer-Erle gegründet und noch im selben Jahr der Spielbetrieb auf dem vereinseigenen Sportplatz durchgeführt. Vier Jahre später wurde der Spielbetrieb aufgrund nachlassender Begeisterung und dem Aufkommen starker Konkurrenz eingestellt. Die im Jahr 1928 erfolgte Gründungsversammlung brachte die DJK Eintracht Erle zum Vorschein, die der Machtübernahme durch die Nationalsozialisten geschuldet, den Spielbetrieb erneut einstellen musste. Erst 1947 wird das Vereinsgeschehen durch Heinrich Müller (1. Vorsitzender) und Kaplan Josef Klein-Heßling (Präses) reaktiviert. Mit dem Austritt aus dem DJK-Sportverband heißt der Verein seit dem Jahr 2017 Eintracht Erle.

## Frauenfußball
Die größten Erfolge erreichte die Frauenfußballabteilung, die im Jahre 1971 gegründet wurde. 1974 wurde die von Lothar Dembinski – seinerzeit Spieler in der Amateurmannschaft des FC Schalke 04 – trainierte Mannschaft Westfalenmeister und qualifizierte sich für die erstmals ausgetragene Deutsche Meisterschaft. Hier vermochte sich die DJK zunächst gegen den Buxtehuder SV, Werder Bremen und Tennis Borussia Berlin in Gruppe 4 durchzusetzen und erreichte nach dem 3:1-Halbfinalsieg über den SV Bubach/Calmesweiler das Finale. Gegen den TuS Wörrstadt waren die Erlerinnen jedoch chancenlos und unterlagen 0:4. Ein Jahr später erreichte die Mannschaft erneut die Westfalenmeisterschaft; scheiterte in der Vorrunde der Deutschen Meisterschaft jedoch im Endspiel der Gruppe 2 am späteren Meister Bonner SC mit 0:5 und 0:6. Aufgrund der hohen Kosten zur Unterhaltung, u. a. auch wegen der überregionalen Spiele, wechselte die Damenmannschaft 1975 zum FC Schalke 04.

## Männerfußball
Die männlichen Fußballer konnten dagegen nur auf lokaler Ebene Erfolge verbuchen. Von 1977 bis 1982 spielte Eintracht Erle in der Bezirksliga. Größter Erfolg war dabei die Vizemeisterschaft in der Saison 1977/78 hinter Westfalia Gelsenkirchen. Seit der Saison 2010/11 spielt die erste Männermannschaft in der Gelsenkirchener Kreisliga A. Dort wurde die Mannschaft 2025 Vizemeister hinter der DJK Adler Feldmark.